# Ракетни напад у Зеленопиљу
Ракетни напад Зеленопиља догодио се 11. јула 2014. током рата у Донбасу. У ракетном баражу, који су испалиле руске снаге са руске територије, убијено је 37 украјинских војника и граничара у кампу у Зеленопиљу у Луганској области.

## Ракетни напад
У рано јутро 11. јула 2014, руске снаге су испалиле бараж ракета 9К51М „Торнадо-Г“ у 40 салва са почетком у 4:40. Гађале су оклопни конвој Украјинске копнене снаге са удаљености од 15 км. Украјинска колона је била логорована у пољу у близини села Зеленопиља, које се налазило дуж главног пута за Луганск у Свердловском округу у близини Ровенкија. Град се налази само 9 км од руске границе. Украјинске оклопне бригаде биле су део главног контингента трупа које су чувале украјинско-руску границу од илегалног кретања војне опреме из Русије у источну Украјину.
Најмање 19 војника је погинуло, а 93 су повређена у ракетном удару. Погођена су четири транспортна камиона Урал-4320 пуна војске. Према извештају једног украјинског војника, 1. батаљон 79. Николајевске аеромобилне бригаде је „скоро потпуно уништен“ током ракетног јуриша. Главни лекар регионалне болнице, Сергеј Риженко, известио је да је рањеник у тешком стању, да су неки подвргнути трауматским ампутацијама ногу и губитку удова.
Према истрази годину дана касније, током тог удара убијено је 30 украјинских војника и 7 граничара, а рањено је преко 100 војника. Међу палим је и украјински граничар пуковник Игор Момот. Губици у материјалу били су еквивалентни опреми од два батаљона.

## Реакције
Као одговор на ракетни удар, украјински председник Петро Порошенко одржао је хитну седницу кабинета и издао саопштење у којем осуђује напад и обећава да ће проруске побуњенике „пронаћи и уништити“ одговорним. Такође је рекао да ће за живот сваког украјинског војника милитанти платити „десетинама и стотинама својих“.
Министарство финансија Сједињених Држава увело је нови сет санкција Русији након што су се појавили поуздани докази да су ракете испаљене са руске територије. Видео снимци становника ракетних бацача који пуцају на украјинске положаје су се поклапали са истим погледом на Гугл мапе истих физичких карактеристика унутар руске територије, која се граничи са Украјином.